# 法雅大剧院

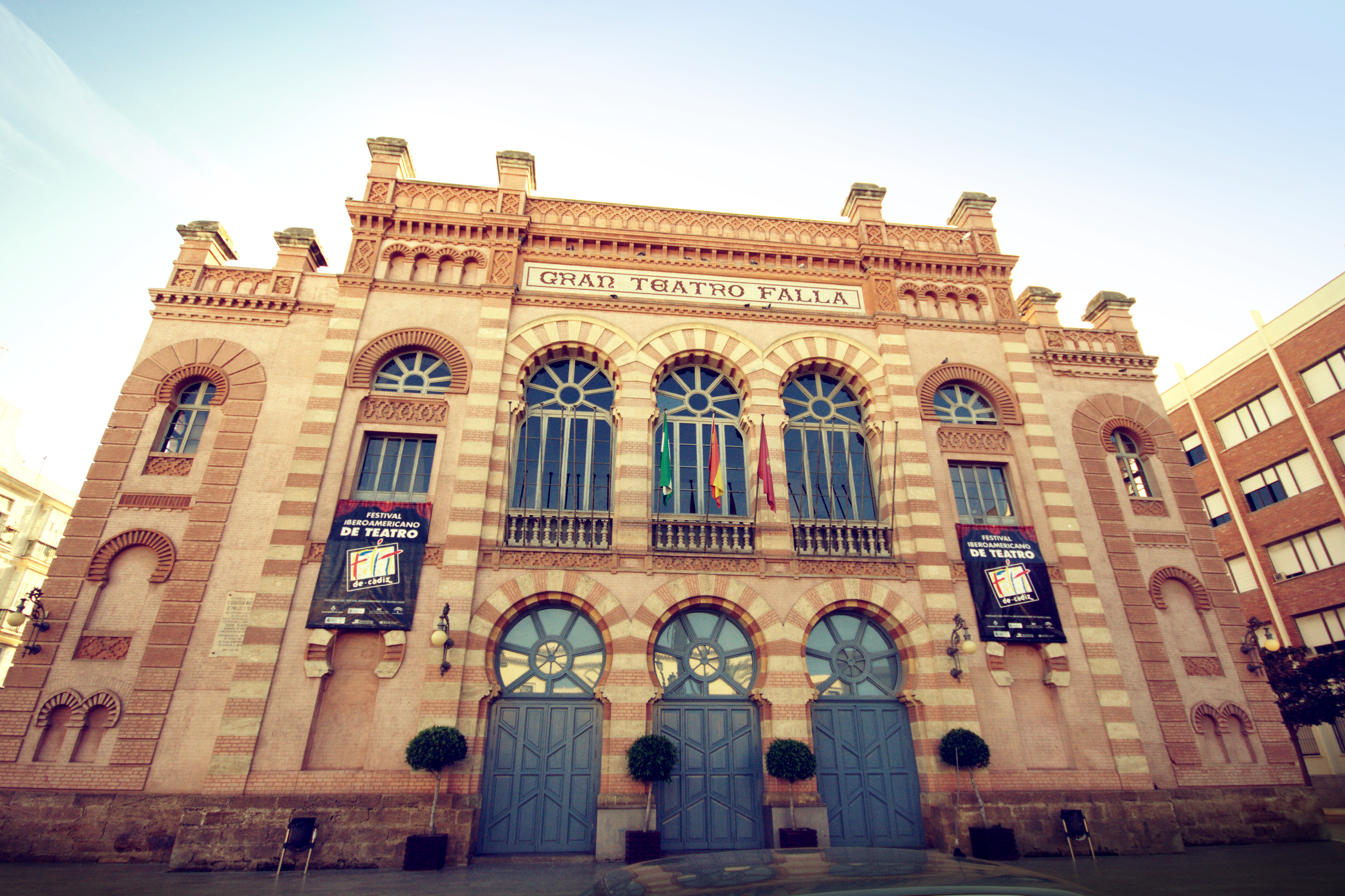
法雅大剧院

法雅大剧院（西班牙語：Gran Teatro Falla）是西班牙安达卢西亚城市加的斯的一座剧院，位于弗拉格拉广场（Plaza Fragela）, 面对寡妇之家（Casa de las Viudas），毗邻加的斯大学医学院。
剧院始建于1884年，由建筑师阿道夫·莫拉莱斯·德洛斯·里奥斯（Adolfo Morales de los Rios）设计。由于缺乏资金，项目间歇进行。剧院于1905年竣工。1926年，剧院以当地作曲家曼努埃尔·德法雅命名。
建筑为新穆德哈尔风格，红砖砌筑，正面有三扇大拱门，红白相间。舞台宽18米，进深25.5米。